# Ziziphus cumingiana
Ziziphus cumingiana är en brakvedsväxtart som beskrevs av Elmer Drew Merrill. Ziziphus cumingiana ingår i släktet Ziziphus och familjen brakvedsväxter. Utöver nominatformen finns också underarten Z. c. pilosa.